# Graeme Fell
Graeme Fell, född 19 mars 1959, är en friidrottare från Kanada. Han deltog vid olympiska sommarspelen 1988 och olympiska sommarspelen 1992.